# Carl Dinklage
Carl Friedrich Ludwig Dinklage (* 17. Mai 1868 in Osternburg; † 4. Juni 1941 in Oldenburg) war ein deutscher Industrieller und ab 1910 Vorstandsvorsitzender der Oldenburger Glashütte.

## Biografie
Dinklage war der Sohn des oldenburgischen Kammerrevisors Carl Heinrich Dinklage und dessen Frau Elisabeth geb. Bruns. 1885 begann er eine Lehre in der in Osternburg ansässigen Oldenburgischen Glashütte.  Im gleichen Jahr wurde das Unternehmen in eine Aktiengesellschaft umgewandelt. Er machte Karriere und erhielt 1893 Prokura. 1910 avancierte er aufgrund seiner fundierten kaufmännischen Kenntnisse in den Vorstand des kurz zuvor um die Glashütten in Stadthagen (1908) und in Hildburghausen (1909) erweiterten Oldenburger Stammwerks. Als Vorstandsvorsitzender führte er das Unternehmen weiter auf seinem Weg zu nationaler und internationaler Marktgeltung, indem er bereits 1911 die Umstellung auf die automatische Flaschenproduktion in die Wege leitete. Dazu kam 1913 der Ankauf der Glashütte Friedrichstal an der Saar. Infolge widriger Marktverhältnisse musste er das stark auf den Export angewiesene Werk allerdings 1914 stilllegen.
Durch Ausbruch des Ersten Weltkriegs boten Lieferungen an das Heer und in das erreichbare neutrale Ausland zwar einen notdürftigen Ersatz, doch konnte Dinklage auch nach Kriegsende das verlorene Terrain nur teilweise zurückgewinnen. Zusätzlich ging der lukrative indische Flaschenmarkt aus rechtlichen Gründen verloren ging. Im Inflationsjahr 1923 gehörte die Glashütte dank Dinklages Weitsicht zu den wenigen Aktiengesellschaften in Deutschland, die ihr Kapital durch die rechtzeitige Umstellung auf Goldmark sichern konnten. Dinklages Versuch, den Auswirkungen der Weltwirtschaftskrise mit dem Anschluss an das 1930 gegründete Internationale Deutsche Flaschenverkaufskontor zu begegnen, brachte nur vorübergehenden Erfolg. Die von diesem Kartell festgelegten Quoten erwiesen sich als zu gering für einen rentablen Betrieb, so dass die Produktion, nicht aber der Verkauf, zwischen Ende 1931 und 1935 erneut eingestellt werden musste.
Neben seiner Tätigkeit als Leiter der Glashütte war Dinklage Mitglied zahlreicher Wirtschaftsvereinigungen und von 1921 bis 1924 Präsident der Oldenburgischen Industrie- und Handelskammer.